# Nagroda Emmy

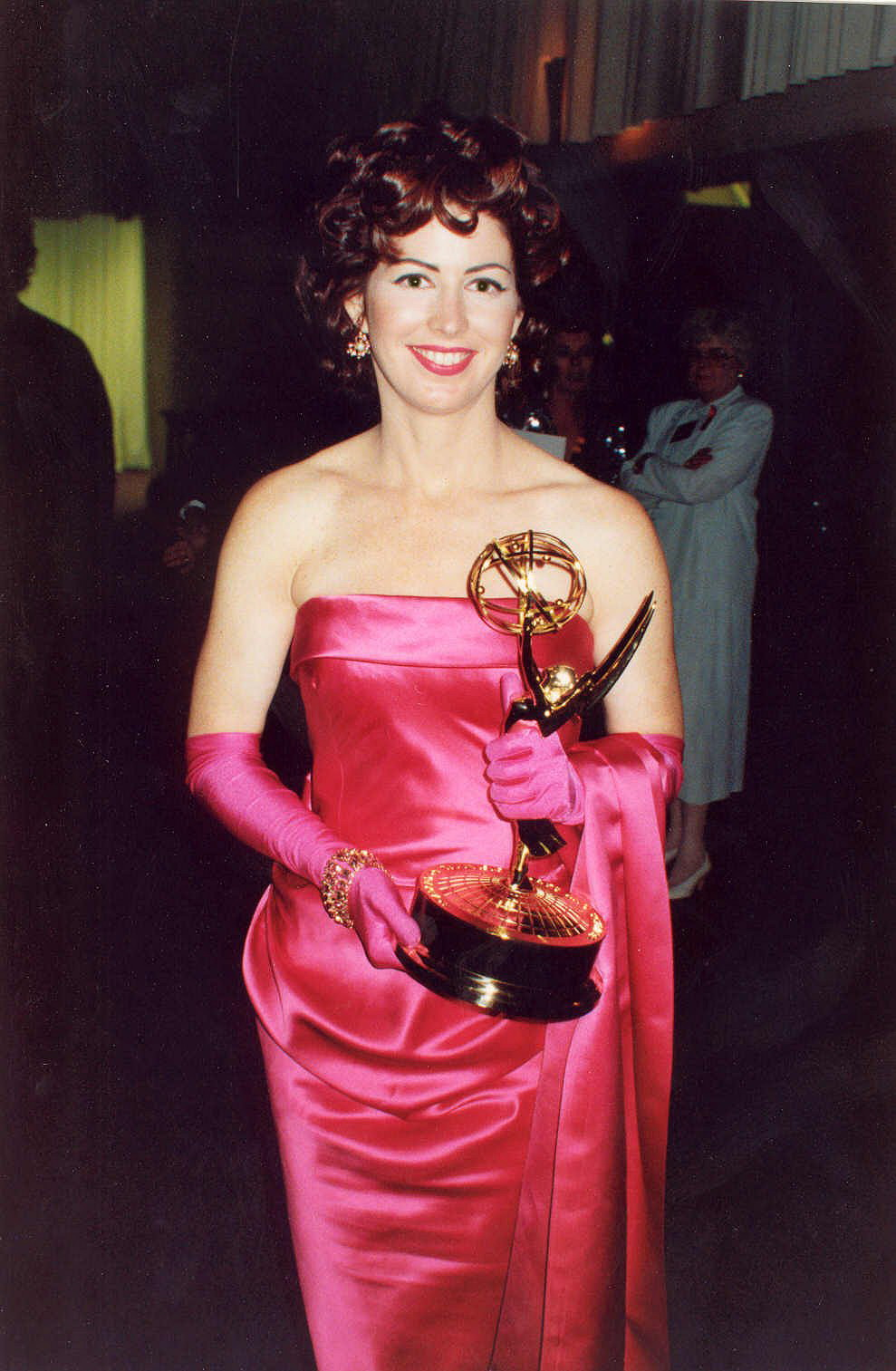
Aktorka Dana Delany z Primetime Emmy w 1992

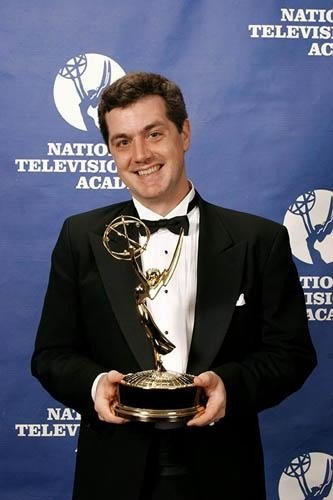
Producent Bruce Kennedy z nagrodą Emmy (2005)

Nagroda Emmy (ang. Emmy Award) – amerykańska nagroda honorująca osiągnięcia przemysłu telewizyjnego. Określana mianem „telewizyjnego Oscara” jest jedną z nagród EGOT – czterech najważniejszych nagród kulturalnych w USA, obok Oscara (film), Grammy (muzyka) i Tony (teatr). Przyznawana jest corocznie na różnych galach za osiągnięcia w poszczególnych branżach tego przemysłu.
Dwie gale przyciągające największą uwagę mediów to Primetime Emmy Awards i Daytime Emmy Awards, odpowiednio dla programów nadawanych w wieczornej porze największej oglądalności oraz w porze dziennej. Te pierwsze przyznawane są przeważnie w połowie września, a te drugie w maju lub czerwcu. Najbardziej znane ich kategorie to najlepszy serial, film telewizyjny, reżyseria, scenariusz, najlepsza aktorka i aktor dramatyczny, komediowy, drugoplanowy etc.
Statuetki za sztuki kreatywne Creative Arts Emmy, zarówno w grupie Primetime jak i Daytime, nagradzają m.in. liczne kategorie techniczne. Na innych galach Emmy przyznawane są też osobno programom sportowym, informacyjnym czy dokumentalnym. Dodatkowo nagradzane są kategorie techniczne takie jak innowacyjny rozwój technologiczny (Primetime Engineering Emmy, przyznaje ATAS) oraz osiągnięcia techniczne i inżynieria (Technology & Engineering Emmy, przyznaje NATAS). Regional Emmy wręczane są o różnej porze roku i honorują dokonania na szczeblu lokalnym oraz stanowym, za program regionalny uznawany jest taki, który dociera do nie więcej niż 50% amerykańskich gospodarstw domowych. International Emmy nagradzają z kolei programy telewizyjne wyprodukowane i nadawane pierwotnie poza Stanami Zjednoczonymi (przyznaje IATAS).
Nagrody Emmy przyznane zostały po raz pierwszy w 1949 roku. Ich nazwa jest feminizacją określenia immy, popularnej nieformalnej nazwy lamp ortikon obrazowy powszechnych w amerykańskich kamerach telewizyjnych w latach 1946 - 1968. Statuetka przedstawia uskrzydloną kobietę z modelem atomu w uniesionych rękach, skrzydła symbolizują muzę sztuki zaś atom i jego elektrony reprezentują naukę i technikę nowego ówcześnie medium.

## Kategoryzacja nagród
Emmy przyznają w poszczególnych sektorach, szczeblach i rynkach przemysłu telewizyjnego głównie trzy niezależne organizacje:  
- Academy of Television Arts & Sciences (powstała w 1946, skrót ATAS, znana potocznie jako Television Academy) przyznaje nagrody Primetime w głównych grupach i podkategoriach:  
  - Primetime Emmy Awards - wykonanie w podstawowych kategoriach dalej osobno rozdzielonych (m.in. najlepszy serial, serial limitowany, film; reżyseria; scenariusz; główne i drugoplanowe role aktorskie kobiece i męskie)
  - Primetime Creative Arts Emmy Awards - programy dokumentalne, krótkometrażowe, animacje i inne; role aktorskie gościnne; zdjęcia; montaż; choreografia; scenografia; kostiumy; makijaż; dźwięk; wszelkie inne kategorie techniczne; reklamy
  - Primetime Emmy Engineering Awards - innowacyjne osiągnięcia techniczne w zakresie technologii telewizyjnej
- National Academy of Television Arts & Sciences (1955, NATAS) przyznaje nagrody Daytime i pozostałe:  
  - Daytime Emmy Award - wykonanie w podstawowych podkategoriach
  - Creative Arts Daytime Emmys - kategorie techniczne
  - Sports Emmy Award - programy sportowe
  - News & Documentary Emmy Award - programy informacyjne i dokumentalne
  - Technology & Engineering Emmy Award - osiągnięcia techniczne i inżynieria
- Television Academy ATAS (w rejonie Los Angeles) i 19 regionalnych oddziałów NATAS przyznaje nagrody regionalne. Program uznawany jest za regionalny gdy dociera do nie więcej niż 50% amerykańskich gospodarstw domowych.
  - Regional Emmys
- International Academy of Television Arts & Sciences (1969, IATAS) przyznaje nagrody międzynarodowe:  
  - International Emmy Awards - programy i wykonanie w podstawowych podkategoriach
  - International Emmy Kids Awards - programy dla dzieci

## Laureaci Emmy
Wśród laureatów tych nagród znajdują się też Polacy, w 2005 roku Emmy za osiągnięcia w animacji (Outstanding Individual Achievement in Animation) otrzymała animatorka Barbara Wierzchowska za odcinek Bear Hugs w serialu Classical Baby. W kolejnym roku tę samą nagrodę otrzymał też animator Jarosław Szyszko za odcinek Hippo Dance w serialu Classical Baby 2. Byli to pierwsi w historii polscy zwycięzcy tej nagrody.
Reżyser Andrzej Maleszka był w 1998 roku nominowany do International Emmy w kategorii "Najlepszego Filmu dla Dzieci i Młodzieży", a w 2007 zdobył nagrodę w kategorii "Programy Dziecięce i Młodzieżowe" za serial Magiczne drzewo.